# Ayros-Arbouix
Ayros-Arbouix település Franciaországban, Hautes-Pyrénées megyében. Lakosainak száma 345 fő (2022. január 1.). Ayros-Arbouix Boô-Silhen, Argelès-Gazost, Artalens-Souin, Lau-Balagnas, Préchac, Saint-Pastous és Vier-Bordes községekkel határos.

## Népesség
A település népességének változása:
| Lakosok száma | 290  | 313  | 317  | 314  | 324  | 334  | 344  | 345  | 345  |
|               | 2013 | 2015 | 2016 | 2017 | 2018 | 2019 | 2020 | 2021 | 2022 |